# Morrie Ryskind
Morris « Morrie » Ryskind, né le 20 octobre 1895 à Brooklyn (New York) et mort le 24 août 1985 est un auteur dramatique, parolier et producteur de théâtre et de cinéma américain. Il est aussi connu comme militant conservateur. 

## Biographie
Fils d'un couple d'immigrants juifs russes, Ida (Edelson) et Abraham Ryskind, il fréquente l'université de Columbia, mais est suspendu peu de temps avant la fin de ses études pour avoir appelé le président de l'université Nicholas Murray Butler tsar Nicholas dans les pages du magazine humoristique Jester of Columbia (en) en 1917. Ryskind avait critiqué Butler pour avoir refusé d'autoriser le comte Nikolai Tolstoï, neveu de Léon Tolstoï, à parler sur le campus. 
Entre 1927 et 1945, il est l'auteur de nombreux scripts et de paroles de chansons pour des productions théâtrales de Broadway et des films hollywoodiens et, plus tard, dirige également certaines de ces productions. Il collabore avec George S. Kaufman dans plusieurs pièces à succès de Broadway. En 1933, il remporte le prix Pulitzer des auteurs dramatiques, recevant le prix des mains de Butler, celui-là même  qui l'avait suspendu de l'Université Columbia, pour la production de Broadway Of Thee I Sing, une comédie musicale écrite en collaboration avec le compositeur George Gershwin. 
Ryskind écrit, seul ou en collaboration, plusieurs pièces de théâtre et scénarios de cinéma pour les Marx Brothers : le livret de la comédie musicale de Broadway Animal Crackers (1929) (avec Kaufman), et les scénarios des films Noix de coco  (1929) et Animal Crackers (1930).

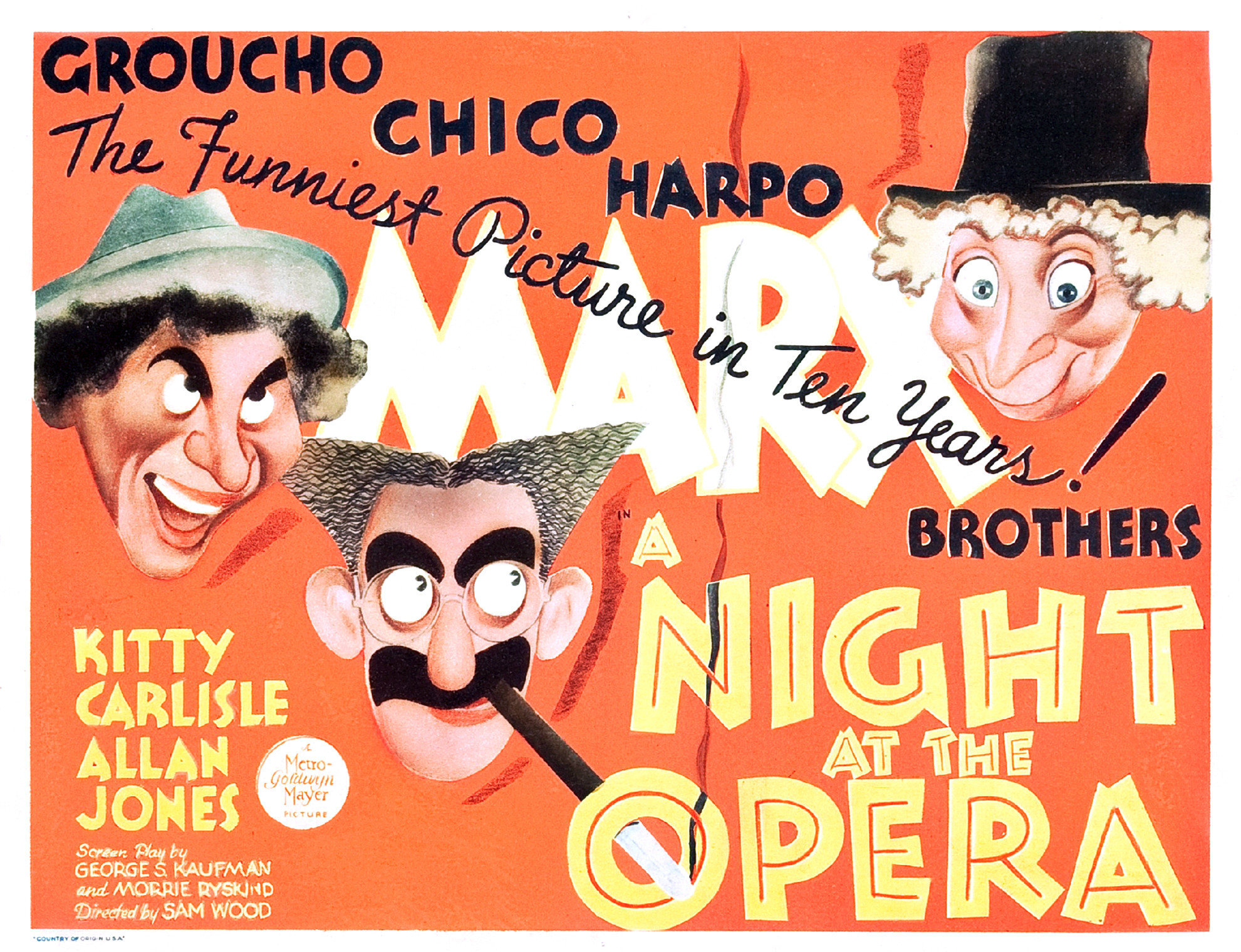
Affiche de présentation du film Une nuit à l'opéra (1935) dont Morrie Ryskind est le co-scénariste, avec George S. Kaufman.

Plus tard, il est co-auteur, toujours avec Kaufman, du scénario d'Une nuit à l'opéra (1935), qui relance l'intérêt pour les Marx Brothers et est sélectionné par l' American Film Institute parmi les 100 meilleurs films de comédie jamais réalisés. Lors du travail sur le script, Ryskind apporte un soin extrême au processus de nettoyage, en observant à plusieurs reprises le jeu des Marx sur scène et en public pour repérer les répliques qui fonctionnent et celles qui tombent à plat. Dans une interview avec Richard J. Anobile dans The Marx Brothers Scrapbook, Groucho dit avoir été  tellement consterné par la première ébauche du script - écrite par Bert Kalmar et Harry Ruby - qu'il se serait écrié : « Pourquoi s'emmerder avec des talents de seconde zone ? Prenez directement Kaufman et Ryskind [pour écrire le scénario] ! » (« Why fuck around with second-rate talent, get Kaufman and Ryskind [to write the screenplay]! »)
Ryskind réécrit  également la version scénique de Room Service (1938), dont les Marx Brothers étaient absents, retravaillant l'intrigue pour rendre le film mieux adapté aux trois interprètes  .

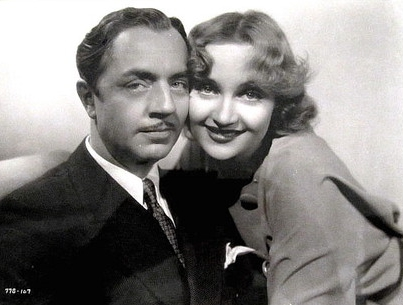
William Powell et Carole Lombard sur une photographie promotionnelle du film My Man Godfrey (1936).

Au cours de cette période, Ryskind est nommé deux fois aux Oscars comme scénariste des films My Man Godfrey (avec Carole Lombard) en 1936 et Stage Door (avec Katharine Hepburn) en 1937. Plus tard, il a écrit le scénario de Penny Serenade, qui rencontre le succès ainsi que la comédie musicale Louisiana Purchase (dont on tire rapidement un film avec Bob Hope). il supervise enfin la production de The Lady Comes Across. 

### Activisme politique
Il est  longtemps membre du Parti socialiste d'Amérique et, dans les années 1930, il participe à des activités parrainées par ce Parti, réalisant même des croquis lors de manifestations pacifistes, mais prend ses distances avec la faction de la vieille garde (Old  Guard faction) du Parti dirigée par Louis Waldman. Mais son orientation politique se déplace bientôt à droite. En 1940, il abandonne le Parti démocrate et s'oppose à la tentative du président Franklin Delano Roosevelt de briguer un troisième mandat, écrivant la chanson de campagne du candidat du Parti républicain, Wendell Willkie. Il maintient des liens avec le Parti socialiste tout au long des années 1940, en tant que vice-président du groupe parlementaire Keep America Out of War. 
C’est vers  cette époque qu'il se lie d’amitié avec les écrivains Max Eastman, Ayn Rand, John Dos Passos, Suzanne La Follette et Raymond Moley.  Plus tard, il deviendra l'ami de William F. Buckley, Jr. et du futur président américain Ronald Reagan.  En 1947, il comparaît devant le comité de la Chambre sur les activités non américaines en qualité de « témoin amical ». Ryskind n'ayant plus jamais vendu d'autres scripts après cette apparition, il pensait que sa comparution devant le HUAC en était la cause, bien qu'il n'y ait aucune preuve directe d'une campagne organisée contre les Témoins amicaux . 
Dans les années 1950, Ryskind écrit des articles pour le journal The Freeman, la première publication du marché libre. En 1954, il est également membre du conseil d'administration de la Ligue juive américaine contre le communisme.
Plus tard, il prête de l'argent à Buckley pour l'aider à lancer la Revue nationale qui commence à paraître en 1955, une autre revue dont il fut l'un des premiers contributeurs. Ryskind rejoint brièvement la John Birch Society, mais s'en sépare lorsqu'elle commence à affirmer que Roosevelt, Truman et Eisenhower faisaient partie de la conspiration soviétique. Il était également un sympathisant déclaré du Conseil américain  pour le judaïsme, une organisation juive antisioniste. 
À partir de 1960, Ryskind tient une chronique dans le Los Angeles Times, qui véhicule les idées conservatrices pendant les onze années suivantes. Son fils, Allan H. Ryskind, était l'éditeur de longue date de l'hebdomadaire conservateur Human Events de Washington DC . Dans son autobiographie I Shot an Elephant in My Pyjamas: The Morrie Ryskind Story, il détaille ses aventures, de Broadway à Hollywood, ainsi que sa conversion au conservatisme politique.

## Productions scéniques
- Merry-Go-Round (1927) (avec Howard Dietz sur une musique de Henry Souvaine et Jay Gorney )
- Animal Crackers (1929) (avec George S. Kaufman sur une musique et des paroles de Bert Kalmar et Harry Ruby )
- Gambols de Ned Wayburn (1929) - revue - (parolier, avec musique de Walter G. Samuels )
- Strike up the Band (1930) (auteur, avec musique de George Gershwin et paroles d'Ira Gershwin )
- The Gang's All Here (1931) (co-auteur)
- Of Thee I Sing (1931) (avec George S. Kaufman sur une musique de George Gershwin et des paroles d'Ira Gershwin ) - Prix Pulitzer de l'œuvre théâtrale )
- Pardon My English (1933) (avec Herbert Fields sur une musique de George Gershwin et des paroles d'Ira Gershwin )
- Let 'Em Eat Cake (suite de Of Thee I Sing en 1933) (avec George S. Kaufman sur une musique de George Gershwin et des paroles d'Ira Gershwin )
- Louisiana Purchase (1941) (auteur de musique et paroles d'Irving Berlin, plus tard, un film avec Bob Hope )
- The Lady Comes Across (1942) (mise en scène (théâtre) )

## Filmographie
- The Cocoanuts (1929) (avec les Marx Brothers)
- Animal Crackers (1930) (avec les Marx Brothers)
- Une nuit à l'opéra (1935) (avec les Marx Brothers)
- My Man Godfrey (1936) - Oscar nomination
- Stage Door (1937) - nomination aux Oscars
- Room Service (1938) (avec les Marx Brothers)
- L'homme de la ville (1939)
- His Girl Friday (1940) version cinématographique de The Front Page
- Penny Serenade (1941)
- Claudia (1943)
- Où allons-nous à partir d'ici? (1945)
- C'est dans le sac! (1945) avec Fred Allen